# Sofron Fjodorowitsch Chitrow
Sofron Fjodorowitsch Chitrowo (russisch Софрон Фёдорович Хитрово; * um 1700; † 1756) war ein russischer Marine-Offizier, Polarforscher und Kartograf.

## Leben
Chitrowo stammte aus  einer alten Adelsfamilie und trat 1719 in die St. Petersburger Akademie der Marine-Garde ein. Ab 1723 fuhr er als Steuermann-Lehrling auf Schiffen der Baltischen Flotte. Ab 1726 diente er als Steuermann in Astrachan. Nach der Rückkehr zur Baltischen Flotte kommandierte er kleine Schiffe auf Fahrten von St. Petersburg nach Kronstadt und Reval.
Im März 1730 wurde Chitrowo zum Untersteuermann und im Mai 1730 zum Steuermann befördert und der Zweiten Kamtschatkaexpedition unter dem Kommando Vitus Berings zugeteilt. Im Mai 1731 verließ er St. Petersburg und kam Ende 1731 in Jakutsk an, worauf er weiter nach Ochotsk geschickt wurde. Er lieferte Fracht nach Ochotsk und beteiligte sich am Bau von Flussschiffen und an der Vorbereitung der Expedition Berings.
Anfang 1740 war Chitrowo wieder in Jakutsk und wurde zum Ablegen der Flotten-Meister-Prüfung nach Ochotsk geschickt. Im Herbst 1740 fuhr er auf der Segel-Ruder-Doppelsloop Nadeschda von Ochotsk nach Bolscherezk an der Bolschaja an der Westküste Kamtschatkas und weiter zur Awatscha-Bucht an der Ostküste Kamtschatkas. Er führte ein Fahrtenbuch, das in der Bibliothek der Akademie der Wissenschaften aufbewahrt wird. Während der Überwinterung im Petropawlowsker Hafen wurde er nach Bestehen der Prüfung im Januar 1741 zum Flottenmeister befördert. Zusammen mit Iwan Tschichatschow kam er in die Expedition Berings, dem durch Erkrankungen und Beurlaubungen Offiziere fehlten.
Auf dem Paketschiff St. Peter unter Berings Kommando segelte Chitrowo mit dem Untersteuermann Charlam Juschin 1741 zur Nordwestküste Nordamerikas, d. h. zum noch unbekannten Alaska. Er befreundete sich mit dem Nautischen Offizier Sven Waxell. An der St.-Elias-Insel ging Chitrowo als Erster an Land, um Frischwasser und einen guten Ankerplatz zu suchen. Zurück auf dem Schiff berichtete er Bering, dass er eine Jurte aus rohen Brettern gefunden hatte, und zeigte ihm eine mitgenommene Holzschaufel und einen kupferhaltigen Stein. Der zu Berings Expedition gehörende Naturforscher Georg Wilhelm Steller sammelte dann 10 Stunden lang Pflanzen und Gegenstände der Aleuten.
Auf dem Rückweg nach Kamtschatka geriet die St. Peter in einen schweren Sturm und strandete an der Küste der Awatschainsel, die später nach Waxells und Chitrowos Vorschlag in Beringinsel umbenannt wurde. Sie ist eine der Schumagin-Inseln, die nach dem dort umgekommenen Matrosen Nikita Schumagin aus Berings Kommando benannt wurden. Aufgrund immer schlechter werdenden Wetters war Bering mit seiner Mannschaft gezwungen, auf dieser Insel zu überwintern. Am 19. Dezember 1741 starb hier Vitus Bering vermutlich an Entkräftung und Kälte. 18 weitere Besatzungsmitglieder überlebten diese Überwinterung ebenfalls nicht. Die Überlebenden mit Berings Adjutanten Wassili Chmetewski, Waxell, Chitrowo und dem Gardemarin Johann Sind bauten 1742 aus den Resten der St. Peter den Huker St. Peter, mit dem sie unter dem Kommando Waxells nach Kamtschatka zurückkehren konnten. Chitrowo fuhr nach Ochotsk und kehrte auf dem Landweg durch Sibirien nach St. Petersburg zurück.
Chitrowo hatte mit Waxell das Logbuch der Expeditionsfahrt geführt, das in der Bibliothek der Akademie der Wissenschaften aufbewahrt wird. Chitrowo erstellte 1742–1744 mit den Beteiligten der Bering-Expedition Iwan Jelagin, Charlam Juschin und Waxell unter der Leitung Alexei Tschirikows eine Karte der Fahrten der beiden Schiffe St. Peter und St. Paul der Bering-Expedition. Daraufhin fertigte Chitrowo mit Waxell eine Karte des sichtbaren Amerikas mit den neu entdeckten Inseln an. 1892 wurde Chitrowos einzigartige Karte mit Zeichnungen der Aleuten und Vulkane auf der Geographie-Ausstellung in Moskau vorgestellt.
Im März 1746  wurde Chitrowo zusammen mit dem Kartografen Alexei Nagajew mit der Überprüfung der Karten der Zweiten Kamtschatkaexpedition beauftragt. Im April 1746 wurde Chitrowo Kommandeur der vier Hofyachten, die dem Verkehr vom St. Petersburger Winterpalast zum Schloss Peterhof dienten. Nach mehreren Beförderungen wurde er 1753 Konteradmiral.
Chitrowo war mit Tatjana Rodionowna geborene Ratislawskaja verheiratet und hatte keine Kinder. Tatjana Rodionowna heiratete 1727 in 2. Ehe den Wyborger Festungskommandanten Iwan Maximowitsch Schuwalow. Ihr Sohn Iwan gründete die Universität Moskau und die Petersburger Kunstakademie.
Chitrowos Namen tragen ein Kap der Beringinsel (1728 von Friedrich Benjamin von Lütke benannt), ein Kap der Küste des Arktischen Ozeans bei Laso (1860 von Wassili Babkin benannt), ein Kap am Japanischen Meer, eine Bucht Nowaja Semljas, und eine Nunatak-Gruppe zwischen dem Bering-Gletscher und dem Steller-Gletscher in Alaska.

## Ehrungen
- Russischer Orden der Heiligen Anna